# Дубовиченко, Владимир Иванович
 Владимир Иванович Дубовиченко  (1903—1963) — советский инженер, кораблестроитель, крупный специалист в области организации и технологии производства, проектирования и строительства атомных подводных лодок 1-го и 2-го поколений, директор и главный конструктор АО «СПМБМ „Малахит“» (1958—1962), главный инженер Севмашпредприятия (1952—1958), лауреат Сталинской премии II степени (1949), кавалер двух Орденов Ленина

## Биография

### Довоенные годы
В. И. Дубовиченко родился 21 июня (4 июля) 1903 года в Покровской слободе (ныне город Энгельс, Саратовская область).
Начал обучение в гимназии Покровской Слободы, в связи с революционными событиями 1917 года впоследствии преобразованной в единую трудовую школу, затем в школу 2-й ступени, которую он окончил в 1922 году
В 1918 году начал трудовую деятельность в качестве конторского ученика, затем работал счетоводом, совмещая учёбу с работой.
В 1922 году поступил на физико-математический факультет Саратовского университета.
В 1923 перевелся на кораблестроительный факультет Политехнического института в Петрограде, где в 1930 году успешно окончил обучение по специальности «Судостроение и судоремонт», став инженером-кораблестроителем.
В том же году был направлен на работу во Владивосток на Дальзавод им. К. Е. Ворошилова, где по договору трудился строителем кораблей, заведующим производством завода. Инженер В. И. Дубовиченко работу на заводе совмещал с преподаванием в Дальневосточном морском техникуме и Дальневосточном политехническом институте (где он был ассистентом, а затем заведующим кафедрой судостроения).
После истечения срока договора, В. И. Дубовиченко вернулся в Ленинград, где с 1932 по 1936 годы работал на Усть-Ижорской верфи Ленинграда в должностях старшего инженера, начальника корпусно-котельного цеха.
В 1936—1941 годах работал на заводе № 194 (судостроительный завод им. А. Марти, ныне — АО «Адмиралтейские верфи») начальником технического отдела и главным технологом.

### Деятельность в период Великой Отечественной войны
В июле 1941 года назначен главным технологом, с 1942 года — главным инженером судостроительного завода № 190 имени А. А. Жданова в Ленинграде (ныне ПАО СЗ «Северная верфь»).
С сентября 1941 года, когда из-за постоянных обстрелов территории завода продолжать производственную деятельность не представлялось возможным, Владимир Иванович разработал план переброски оборудования и эвакуации, позволившей не прекращать выпуск продукции для фронта. Затем, по заданию Комитета обороны Ленинграда под огнем противника организовал и возглавил работы по перевозке оборудования завода на Выборгскую сторону, где на временной площадке заводчане стали вести ремонт поврежденных кораблей и строительство самоходных и несамоходных судов для доставки грузов по Ладожскому озеру и функционирования «Дороги жизни».
Несмотря на голод и крайне тяжелую обстановку, заводом велись работы по вводу в строй кораблей для Военно-морского флота.

На территории завода стояла на берегу отремонтированная ПЛ «Малютка» (М-90). Спустить её на воду под носом у фашистов не представлялось возможным, так как для этого требовались два мощных плавучих крана, которыми из-за близости завода к передовой линии фронта нельзя было воспользоваться. Поэтому решили законсервировать лодку, замаскировать её и оставить на берегу до конца блокады. Однажды, проходя мимо этой лодки, мы с главным инженером завода В. И. Дубовиченко разговорились о её печальной судьбе.
— А подумайте-ка, нельзя ли её все же как-нибудь спустить? — сказал Дубовиченко.
Поданная им мысль запала мне в голову. Долго размышлял и наконец кое-что придумал…
— Руссин Ю. С. Всю войну на «малютках»
.
Под техническим руководством главного инженера завод (при небольшом количестве квалифицированных работников) производил ремонт кораблей, осуществлял строительство тральщиков и барж, изготавливал конструкции газонепроницаемой броневой защиты — пулемётные колпаки, оружие для Ленинградского фронта.
С 1943 В. И. Дубовиченко стал одним из руководителей сложнейших работ по восстановлению завода, здания, сооружения и инженерные сети которого сильно пострадали от обстрелов и бомбардировок немецких войск, затем руководил реализацией плана генеральной реконструкции завода.

### Работа в судостроительной промышленности с 1947 по 1958 годы
В 1947 был назначен главным инженером и заместителем директора по научной части ЦНИИ-138 (ЦНИИ технологии судостроения, в настоящее время АО «ЦТСС»), где трудился по 1951 год. При его участии разрабатывались новые методы постройки судов и кораблей, в том числе строительство цельносварных корпусов крейсеров, включая сварку броневой защиты.
В числе группы сотрудников института в 1949 году был удостоен Сталинской премии II степени в области науки и техники за 1949 год.
За время работы В. И. Дубовиченко в институте, под его непосредственным руководством и при личном участии были созданы новые прогрессивные методы постройки военных кораблей и гражданских судов. Они обеспечили качественный скачок в отечественном судостроении — полный переход от клёпанных корпусов к электросварным. Впервые в мировой практике в 1949 году была разработана технология и осуществлен переход на цельносварное строительство корпусов крупных надводных кораблей, включая сварку броневой защиты. Развитие технологии судостроения стало базироваться на научных методах, превратившись из чисто практической дисциплины в научно-прикладную. В. И. Дубовиченко активно участвует в формировании отечественной технологической мысли, собирает и обобщает информацию, издает труды и журналы, распространявшие передовой опыт отечественной и мировой технологии и организации судостроительного производства, выполняя обязанности научного редактора этих изданий.
В 1951 направлен на работу на Севмашпредприятие в г. Молотовск, где стал главным технологом завода.
В 1952—1958 — главный инженер — первый заместитель директора Севмашпредприятия Е. П. Егорова. В период работы В. И. Дубовиченко на посту главного инженера было завершено строительство серии эсминцев проекта 30-бис, были сданы флоту несколько легких крейсеров проекта 68-бис, перепрофилировано производство завода для строительства подводных лодок, освоено строительство крупной серии ДЭПЛ проекта 611, строительство и испытания первой в мире ДЭПЛ с баллистическими ракетами проекта В611, подводных ракетоносцев проекта 629, строительство и испытания первой в стране подводной лодки с ядерной энергетической установкой, организовано строительство серийных кораблей проектов 627А и 658.
В. И. Дубовиченко безусловно внес большой вклад в становление отечественного атомного кораблестроения, обеспечив, как главный инженер завода, постройку первой в СССР атомной подводной лодки проекта 627.

### Руководство СКБ-143
С целью обеспечения строительства серии АПЛ по усовершенствованному проекту 627А, 16 апреля 1958 года В. И. Дубовиченко назначают начальником СКБ-143 (ныне — АО СПМБМ «Малахит»). На этом посту Владимир Иванович сменил выдающегося конструктора В. Н. Перегудова, оставившего этот пост по состоянию здоровья. С 1960 года В. И. Дубовиченко — главный конструктор АПЛ проектов проекта 627 и 627А.
Определённо можно сказать, что деятельность Владимира Ивановича во главе СКБ-143 отмечена большим творческим подъёмом.
В период руководства В. И. Дубовиченко СКБ-143, бюро разрабатывались проекты атомных подводных лодок 639, 653, ПТ627А, 671, 705, обеспечена постройка АПЛ пр. 645 и крупной серии АПЛ пр. 627А.
В 1959 году коллектив бюро был награждён Орденом Ленина.
Именно он заметил и «продвинул» А. Б. Петрова с его идеей скоростной подводной лодки.

… Следует отметить, что В. Н. Перегудов был тяжело болен, болезнь его прогрессировала, и в 1958 г. СКБ-143 возглавил В. И. Дубовиченко (бывший ранее главным инженером завода № 402, где строилась АПЛ пр. 627). Надо отдать ему должное: В. И. Дубовиченко сумел сохранить новаторский настрой бюро, того коллектива, который был создан и выпестован В. Н. Перегудовым и его первым заместителем В. П. Фуниковым. Новый начальник бюро предложил академику А. П. Александрову провести встречу с руководящим конструкторским составом, призвать его к творческому осмыслению дальнейших работ над новыми проектами АПЛ. Такая встреча состоялась в июне 1959 г., на ней кроме самого А. П. Александрова присутствовал и академик В. А. Трапезников (в то время — директор Института автоматики и телемеханики). Тогда и была «обнародована» проработка А. Б. Петрова и его группы: малая (водоизмещением до 1500 т) автоматизированная АПЛ с небольшим количеством личного состава (не более 15-17 человек, причем только офицеров). Предложение поддержали оба академика, оно получило благожелательную оценку ГК ВМФ, председателя ГКС. Тогда же ГКС начал торопить КБ с развертыванием работ по проекту…
— Шмаков Р.А., главный конструктор СПМБМ «Малахит».
.
Велика роль В. И. Дубовиченко в организации работ СКБ-143 по сопровождению эксплуатации первых АПЛ, сданных ВМФ. Было большое количество отказов в работе оборудования в начальный период эксплуатации этих АПЛ, например, протечки и замены парогенераторов. Огромный опыт работы Владимира Ивановича в судостроении, его авторитет, постоянные контакты с разработчиками оборудования и научно-исследовательскими институтами во многом способствовали обеспечению нормальной эксплуатации этих кораблей, благодаря чему они освоили дальние походы, расширяя операционную зону действий флота. В результате первая отечественная АПЛ совершила успешный поход подо льдами Арктики к Северному полюсу.
Осенью 1962 года В. И. Дубовиченко тяжело заболел (сказались последствия блокады Ленинграда, работа «на износ» все последующие годы) и был вынужден 20 ноября 1962 года выйти на пенсию по состоянию здоровья.
Умер 30 июня 1963 года в Ленинграде, не дожив 5 дней до своего 60-тилетия.

### Награды и признание заслуг
В Постановлении Совета министров СССР «О присуждении Сталинских премий за выдающиеся изобретения и коренные усовершенствования методов производственной работы за 1948 год» в разделе «Сталинская премия второй степени» в пункте 8 стоит фамилия В.И Дубовиченко (в составе авторского коллектива) «За разработку проекта и коренное усовершенствование технологии производства корабля».
Награждён двумя орденами Ленина, орденом Отечественной войны II степени (1945), Орденом Трудового Красного знамени, Орденом Красной звезды, Орденом «Знак Почёта», медалью «За Оборону Ленинграда», другими медалями.

### Семья
В. И. Дубовиченко вместе с супругой Галиной Дмитриевной воспитали сына и дочь.
Сын — Игорь Владимирович Дубовиченко 1931 года рождения, окончил Ленинградское Нахимовское военно-морское училище (1949), ВВМИУ им. Дзержинского (1955), военный инженер-кораблестроитель, офицер-подводник, капитан 2 ранга, закончил службу в 1984 году в военном представительстве при СПМБМ «Малахит», умер в 1993 году в Санкт-Петербурге.
Дочь — Ирина Владимировна Дубовиченко (1940), врач-терапевт.

### Отзывы о В. И. Дубовиченко
«Владимир Иванович не одобрял грубых форм производственных отношений и сам не допускал их в своей деятельности. Всегда корректно принимал решения, давал указания исполнителям, обсуждал проблемы с представителями других предприятий. Он был человеком с глубоким чувством долга перед делом, честным и порядочным в обращении с людьми. Каскад разноплановых по своему характеру работ буквально обрушился на плечи Владимира Ивановича.
Привыкший к оперативной суете заводской жизни, постоянной организационной толчее среди начальников цехов, мастеров и рабочих, он тем не менее был вынужден на ходу перестраивать выработанные жизненной практикой стереотипы. Позднее он не раз говорил мне, сопровождая слова широкой располагающей улыбкой: „Конечно, я и раньше с уважением относился к конструкторской работе. Но главное, в моем понятии было за производством“».
— Разлетов Б.К., главный инженер СКБ-143

Перед войной отец работал на заводе им. Марти… Он был очень общительным человеком, и к нам каждые выходные, а особенно в праздничные дни приходило много его сослуживцев и однокашников, смеялись, пели, заводили патефон.
…
В 1950-е годы отец… был главным технологом, а затем и главным инженером СМП. Мне, представителю заказчика приходилось общаться с рабочими, мастерами, строителями и многими другими работниками этого завода, бывать на «планерках» и разного рода совещаниях… и вот постепенно я убедился, что он пользовался у подавляющего большинства людей, с которыми он непосредственно общался, огромным уважением.
…
Каким же он был? Прежде всего, он уважал и любил людей, с которыми работал. Его общение не ограничивалось строго служебными делами, он хотел вникнуть во все аспекты жизни своих сотрудников… Не любил бездельников и пьяниц.
— И.В. Дубовиченко, сын В.И. Дубовиченко.

### Интересные факты
- Будущий кораблестроитель Владимир Дубовиченко учился в гимназии и школе вместе с будущим писателем Львом Кассилем и его братом И. А. Кассилем. В автобиографической повести Л. А. Кассиля «Кондуит и Швамбрания» Владимир Иванович выведен под именем «человека с математической жилкой» Володьки Лабанды, лихо читающего книги «вверх ногами»[13], которого высоко оценил автор («Остался Лабанда, остался Костя Жук, осталась Зоя Бамбука. Остались все лучшие ребята и девочки»)[14].
- За годы Великой Отечественной войны В. И. Дубовиченко был награждён четырьмя правительственными наградами, в том числе тремя боевыми наградами — орденом Отечественной войны 2-й степени[15], орденом Красной звезды[16], орденом Знак почёта[17] и медалью «За оборону Ленинграда»[18].
- В. И. Дубовиченко в 1949 году стал лауреатом Сталинской премии. В этом же году лауреатом Сталинской премии первой степени стал старший сержант М. Т. Калашников — «За разработку нового образца вооружения (АК-47)», ныне известного во всём мире автомата Калашникова.